# 아프리카황단
아프리카황단(Dalbergia melanoxylon)은 아프리카 블랙우드(African blackwood), 그레나딜라(grenadilla), 음핑고(mpingo), 바바누스(babanus)라 불리며, 콩과에 속한 현화식물의 일종이다. 아프리카의 세네갈에서 동쪽으로는 에리트레아, 남쪽으로는 남아프리카 북서부에 이르는 계절적으로 가뭄이 찾아오는 지역에 자생한다. 아프리카황단은 자생지에서 중요한 목재 수종으로 여겨지며, 악기(:en:Tone wood)와 가구의 재료로 쓰인다. 적절한 유전적 다양성을 내포한 자생지의 개체군은 보전계획이 형편없거나 존재하지 않고, 번식률이 저조하기 때문에 과수확(en:overharvesting)으로 위협받고 있다.
아프리카황단은 4–15 m까지 자라는 작은 나무이며, 나무껍질은 회색을 띄고 순에는 가시가 돋아난다. 잎은 건기에 낙엽성을 띄며, 번갈아 나고, 길이는 6-22 cm 에 달하며, 각각 6-9 개의 잎이 깃털 모양으로 무리지어 돋아난다. 흰색 꽃들은 빽빽하게 무리지어 피어난다. 과일은 콩모양 꼬투리의 형태를 띠며, 씨앗이 한두 개 들어있다.
아프리카황단은 더 이상 흑단으로 취급되지 않는다. 흑단이라는 단어는 오늘날 감나무속(en:Diospyros)에 속한 몇몇 종들만을 위해 사용되는데, 흑단은 좀 더 무광에 가깝고 취성이 더 강하다. 황단속에는 브라질흑황단(하카란다), 브라질왕황단(:en:Dalbergia cearensis), 니카라과황단(코코볼로) 등의 유명한 나무들이 포함되어 있다.

## 쓸모
목재는 밀도가 높고 윤기가 흐르며 불그스름한 검은색에서 완전한 검은색 사이의 색깔을 띈다. 보통 통나무나 작은 각목(billet)의 형태로 가공되는데, 검은색 경재와 뚜렷하게 구분되는 노란색 변재를 남겨두어서 천천히 말릴 때 경재에 금이 가는 일을 방지한다. 품질이 좋은 "A" 등급 아프리카황단은 목재 시장에서 높은 가격에 팔린다. 아프리카황단 목재는 주로 그 절삭성, 밀도, 치수안전성, 방습성 때문에 사용되어왔다. 이러한 특성은 목관악기에서 유독 각광받았는데, 주로 클라리넷, 오보에, 피콜로, 리코더, 가로피리(:en:transverse flute), 하이랜드 파이프(:en:Great Highland bagpipe), 노섬벌랜드 파이프(:en:Northumbrian smallpipes)에 쓰였다. 디어링 밴조 컴퍼니(:en:Deering Banjo Company)는 존 하트포드(John Hartford) 모델 밴조의 톤링(tone ring)의 재료로 아프리카황단을 사용했는데, 아프리카황단으로 만들면 황동, 청동으로 만들 때보다 무게가 덜 나갔고, 아프리카황단을 쓰면 음이 좋아졌기 때문이다. 고대 이집트의 가구 제작가들은 아프리카황단의 가치를 높이 쳤다. 이 이야기는 아프리카황단이 바닥짐으로 쓰이기도 했으며, 노섬벌랜드주의 진취적인 백파이프 제작가들은 멋진 음향을 위해 오래된 버려진 아프리카황단을 사용했다는 것을 알려준다. 독일의 나이프 생산 회사인 뷔스트호프(en:Wüsthof), 보커(en:Böker), 헹켈스(:en:Zwilling J. A. Henckels)는 아프리카황단이 방습성을 띠고 있어서 손잡이의 재료로 사용한다.
아프리카황단은 인기가 지나치게 높아서 케냐에서 심각한 절멸 위기에 처해 있으며, 탄자니아와 모잠비크에서도 관리가 필요한 상황이다. 아프리카황단은 개체 규모가 유지되지 않을 정도로 베어지고 있으며, 특히 케냐에서 불법적으로 밀수출되기 때문이기도 하지만, 나무가 다 자라나기까지 60년이 걸리기 때문이기도 하다.

## 보전
음핑고 보전개발 이니셔티브(Mpingo Conservation & Development Initiative, MCDI, 이전에는 음핑고 보전계획(Mpingo Conservation Project)), 아프리카황단 보전계획(African Blackwood Conservation Project), 보전을 위한 클라리넷(Clarinets for Conservation) 등 아프리카황단의 보전에 참여하는 다양한 단체가 있다.
음핑고 보전개발 이니셔티브는 아프리카황단 연구, 관심 환기, 보전 활동에 참여한다. 음핑고가 수확되는 지역 주민들에게 정당한 수익이 돌아간다면, 이는 주민들이 친환경적인 방식으로 서식지를 관리할 유인책이 될 것이고, 아프리카황단과 그 서식지의 보전은 자연스레 이뤄질 것이다.  MCDI는 이를 위해 지역사회의 주민들이 삼림관리자 자격증을 따도록 돕고 있다.
아프리카황단 보전계획은 킬리만자로산 주변에 아프리카황단을 심고, 보전 교육을 하고 있다. 환경적으로 견실한 토지 사용을 촉진하기 위해 성인 남녀 단체들과 협력 중이다.
보전을 위한 클라리넷은 모시에 위치해 있으며, 음악 교육을 통해 아프리카황단에 대한 관심을 환기하고 보전을 촉구하고 있다. 학생들은 여름 동안 분야 연계 프로그램(interdisciplinary program)에 참여하여 음악 연습, 교실 강의, 지역의 중학교와 초등학교에서의 나무심기를 통해 아프리카황단의 가치에 대해 배운다.
네이플스에서 소규모 육묘업자들이 아프리카황단을 키우는 데 성공했다. 플로리다의 토양이 기름지고 성장할 수 있는 기간이 길어서 나무가 더 크고 높게 자라나며, 목재의 품질과 생산량도 더욱 높다.

## 참고 문헌
- World Conservation Monitoring Centre (1998). “Dalbergia melanoxylon”. 《IUCN 적색 목록》 (IUCN) 1998: e.T32504A9710439. doi:10.2305/IUCN.UK.1998.RLTS.T32504A9710439.en.
- ARKive - images and movies of the African blackwood (Dalbergia melanoxylon)
- Tanzania: Protecting the World's Most Expensive Tree
- FAO factsheet 보관됨 2019-01-21 - 웨이백 머신
- Winrock Forestry factsheet
- Global Trees factsheet
- Mpingo conservation
- Sustainable Blackwood - the Sound and Fair campaign
- Some facts about the wood
- ENVIRONMENT-TANZANIA: Protecting the World's Most Expensive Tree